# Melodinus vitiensis
Melodinus vitiensis är en oleanderväxtart som beskrevs av Robert Allen Rolfe. Melodinus vitiensis ingår i släktet Melodinus och familjen oleanderväxter. Inga underarter finns listade i Catalogue of Life.